# بخش مرکزی شهرستان سرباز
بخش مرکزی شهرستان سرباز یکی از بخش‌های شهرستان سرباز در استان سیستان و بلوچستان ایران است.

## تقسیمات کشوری
- بخش مرکزی شهرستان سرباز
  - دهستان سرباز
  - دهستان سرکور

## جمعیت
بنابر سرشماری مرکز آمار ایران، جمعیت بخش مرکزی شهرستان سرباز شهر در سال ۱۳۹۵ برابر با ۲۸،۳۰۶ نفر بوده‌است.